# Хермес
Хермес (грч. Ἑρμῆς) је бог трговине и прорицања, гласник богова и пратилац душа у древној грчкој религији и митологији и најмлађи од дванаест олимпијских богова. Био је син Зевса и Маје, једне од Плејада, коју је красила изузетна лепота. Још од малих ногу, видело се да ће бити лукав и довитљив бог, јер иако је још био у пеленама, успео је да свом брату Аполону украде стадо бикова, које је успео тако вешто да сакрије да је Аполон морао да искористи све своје пророчанске способности, и своја познанства, да би их нашао. Хермес се сматра богом трговине, лоповлука и гласником богова. На сандалама и шлему, које је носио, имао је крила, и увек је држао палицу - кадуцеј. Поред тога што је првенствено био Зевсов гласник, односећи и доносећи поруке по Зевсовом налогу, био је и пратилац душа које је одводио у Хад, али и гласник Хада и Персефоне.
Често се у записима спомиње као неко ко помаже херојима и уплетен је у догађаје који захтевају разборитост и лукавство.
Хермес је имао много деце, а нека од њих су: Миртил од Климене, Полиб од Хтонофиле и Аутолик (Одисејев деда), од Филониде. Као његови синови спомињу се и Пан, Арпалик, Абдер и др.
У миту је Хермес функционисао као изасланик и гласник богова, а често је представљан као Зевсов и Мајин син. Сматрају га „божанским преварантом“, за шта Хомер нуди најпопуларнији извештај у својој Химни Хермесу.
Његови атрибути и симболи укључују херму, петла, корњачу, торбу или торбицу, таларију (крилате сандале) и крилати шлем, као и палму, козу, број четири, неколико врста риба и тамјан. Међутим, његов главни симбол је кадуцеј, крилати штап испреплетен са две змије које се спајају и резбаријама других богова.‍:493 Његови атрибути су раније утицали на ранијег етрурског бога Турмса, име позајмљено од грчког „херма“.
Касније је добио и наставак испред имена, Аргофоније, након што је убио дива Аргуса.
У римској митологији Хермес је био познат као Меркур, име изведено од латинског merx, што значи „роба“ и представља место порекла речи mercator (трговац) и commerce (трговина).

## Име и порекло
Најранији облик имена Хермес је микенски грчки *hermāhās, написан 𐀁𐀔𐁀  у линеарном Б слоговном писму. Већина научника изводи „Хермес“ из грчког herma, „камена гомила“.
Сама етимологија ερμα је непозната, али вероватно није протоиндоевропска реч. Р. С. П. Бикс одбацује везу са herma и сугерише предгрчко порекло. Међутим, камена етимологија је такође повезана са индоевропским *ser- („везивати, саставити“). Научна спекулација да „Хермес“ потиче из примитивнијег облика који значи „једна cairn“ (хумка) је оспорена. Други научници су претпоставили да је Хермес можда сродник ведске речи Sarama.
Вероватно је да је Хермес предхеленски бог, иако тачно порекло његовог богослужења и његова првобитна природа остају нејасни. Фротингам је сматрао да је овај бог постојао као месопотамски бог-змија, сличан или идентичан Нингишзиди, богу који је служио као посредник између људи и божанства, посебно Иштар, и који је у уметности приказан у облику кадуцеја. Анђело (1997) сматра да је Хермес заснован на архетипу египатског бога Тота. Апсорбирање („комбиновање“) Хермесових атрибута са Тотовим се развило након Хомера код Грка и Римљана; Херодот је први идентификовао грчког бога са египатским (Хермополис), Плутарх и Диодор такође, мада је Платон сматрао да су ти богови нису слични (Фридландер 1992).
Његов култ успостављен је у Грчкој у удаљеним регионима, што га је вероватно првобитно учинило богом природе, пољопривредника и пастира. Такође је могуће да је он од почетка био божанство са шаманским атрибутима везаним за прорицање, помирење, магију, жртве и иницијацију и контакт са другим нивоима постојања, улогу посредника између света видљивог и невидљивог. Према теорији која је добила знатна научна признања, Хермес је настао као облик бога Пана, који је идентификован као рефлексија прото-индоевропског пастирског бога , у његовом аспекту као бог граничних ознака. Касније је епитет заменио само оригинално име и Хермес је преузео улогу бога гласника, путника и граница, које су првобитно припадале Пану, док је сам Пан и даље поштован под својим именом у рустикалнијем аспекту, као бог дивљине у релативно изолованом планинском пределу Аркадије. У каснијим митовима, након што је култ Пана поново уведен у Атику, говорило се да је Пан Хермесов син.

## Хермесово потомство

### Пан
Пан бог сатир. Син Хермеса и нимфе Дриопе. Био је бог природе, пастира и стада. У Хомеровој химни Пану, Панова мајка бежи у страху због свог новорођеног козоликог сина.

### Абдер
Абдер, Хераклов пријатељ. Растргнут од стране дивљих коња краља Диомеда које је добио на чување од стране Хераклеа

### Тиха
(на лат. Fortuna) богиња случајности и среће, једна од богиња судбине. Ћерка Хермеса и Афродите.

### Аутолик
Деда великог јунака Одисеја. Као мајка верује се да је Хиона.